# Gran Premi FIM de motociclisme
El Gran Premi FIM de motociclisme fou un esdeveniment esportiu que es disputà en una sola ocasió (la temporada de 1993) al Circuit del Jarama, dins del calendari del Campionat del món de motociclisme. L'esdeveniment es disputà en substitució del Gran Premi de Sud-àfrica, que havia estat anul·lat.

## Nom oficial i patrocinador
- Gran Premio FIM de la Comunidad de Madrid[1]

## Lloc i data
- Circuit del Jarama (San Sebastián de los Reyes), 24-26 de setembre de 1993

## Guanyadors
| Any  | 125 cc        | 125 cc  | 250 cc         | 250 cc | 500 cc      | 500 cc | Detalls |
| Any  | Pilot         | Moto    | Pilot          | Moto   | Pilot       | Moto   | Detalls |
| ---- | ------------- | ------- | -------------- | ------ | ----------- | ------ | ------- |
| 1993 | Ralf Waldmann | Aprilia | Tetsuya Harada | Yamaha | Alex Barros | Suzuki | Detalls |